# Antoine Pierre
Antoine Pierre (* 15. November 1992 in Huy) ist ein belgischer Jazzmusiker (Schlagzeug, Komposition), der mit seiner Band Urbex auch international Beachtung findet.

## Wirken
Pierre absolvierte zunächst den Jazzstudiengang am Königliche Konservatorium Brüssel und studierte dann ein Jahr in New York.
2015 ging Pierre ins Studio, um sein erstes Album als Leader aufzunehmen, Urbex. Nach der Veröffentlichung bei Igloo Records 2016 tourte die Band zwei Jahre lang durch Belgien, um dann ihr zweites Album Sketches of Nowhere (2018) einzuspielen. Von der Kritik gelobt folgte ihre erste internationale Tournee mit verschiedenen Besetzungen und Gästen wie Ben van Gelder, Reinier Baas oder Magic Malik.
Daneben gründete Pierre eine Trip-Hop/Alternative/Elektro-Band Next.Ape, in der er mit der ungarischen Sängerin Veronika Harcsa, dem Gitarristen Lorenzo Di Maio und den Keyboardern Jérôme Klein und Cédric Raymond arbeitete. 2019 veröffentlichten sie ihre erste EP und waren mit Ben Wendel auf internationaler Tournee.
Im Januar 2020 präsentierte Pierre als Artist in Residence beim Brussels Jazz Festival drei verschiedene Projekte vors: ein All-Star-Quartett mit dem amerikanischen Saxophonisten Joshua Redman, ein komplett improvisiertes Set mit den Schlagzeugern Lander Gyselinck und Mark Schilders und eine international erweiterte Version seiner Band Urbex (Live-Mitschnitt Suspended bei Outnote Records). Im selben Jahr entwickelte er sein Soloprojekt Vaague, bei dem er Elektronik und Samples live mit seinem Schlagzeugspiel verknüpfte.
Pierre gehörte als Sideman zu Gruppen von Veronika Harcsa/Bálint Gyémánt, Félix Zurstrassen, Géraud Portal und TaxiWars (dem Jazz-Rock-Experiment von Tom Barman und Robin Verheyen). Er ist auch auf Alben von Philip Catherine (Côté Jardin), Anne Ducros, dem LG Jazz Collective und dem Jean-Paul Estiévenart Quintet zu hören.
2015 erhielt Pierre den Sabam Jazz Award Young Talent.